# Warszawa Wschodnia Towarowa
Warszawa Wschodnia Towarowa – stacja rozrządowa w Warszawie. Znajduje się w dzielnicy Targówek, przy liniach kolejowych wchodzących w skład ciągu komunikacyjnego E 20. 
W pobliżu stacji znajdują się głównie punkty wyładunkowe i składy materiałów budowlanych oraz węgla kamiennego. Stacja jest uwzględniana w planach strategicznych Grupy PKP jako punkt przeładunkowy, który docelowo ma zostać przekształcony w lokalne centrum logistyczne PKP Cargo.